# Carneiros
Carneiros é um município brasileiro do estado de Alagoas. Sua população, conforme estimativas do IBGE de 2018, era de 9 000 habitantes.

## História
Carneiros, antigo distrito criado em 1958 e subordinado ao município de Santana do Ipanema, foi elevado á categoria de município pela lei estadual nº 2454 de 11 de julho de 1962.